# Kasteel van Cruzille
Het Kasteel van Cruzille (Frans: Château de Cruzille) is een kasteel in de Franse gemeente Cruzille.